# Rafael Santana
Rafael Santana Fontes (Santa Cruz de Tenerife, 1 de dezembro de 1944) é um ex-futebolista e treinador de futebol hispano-venezuelano que atuava como ponta-direita.

## Carreira de jogador
Em 16 anos como jogador, Santana jogou por apenas 3 equipes, Deportivo Galicia, UD Canarias e Deportivo Portugués. No Galicia, foi campeão venezuelano em 1964 e bicampeão da Copa da Venezuela, que também seria conquistada como atleta do Deportivo Portugués em 1972. Aposentou-se dos gramados em 1979.
Pela Seleção Venezuelana, participou do Campeonato Sul-Americano de Futebol de 1967 (onde marcou o primeiro gol da história da Vinotinto na competição, na derrota por 5 a 1 para a Argentina) e da Copa América de 1979. Em sua carreira internacional, atuou em 8 jogos e marcou 3 gols.

## Carreira de treinador
Tornou-se treinador em 1982, comandando o Deportivo Portugués por 3 temporadas. Ainda treinou Marítimo de La Guaíra, Trujillanos,Caracas, UD Marítimo (equipe fundada pelo próprio Santana), Aragua, Deportivo Chacao, Unión Lara, Real Esppor (atual Deportivo La Guaira), Carabobo, Estudiantes de Mérida, Deportivo Lara e Metropolitanos (na primeira passagem de Santana, em 2012–13, o clube era chamado Deportivo Metropolitano).
Foi também técnico da Seleção Venezuelana em 2 edições da Copa América, em 1987 e 1995.

## Títulos

### Como jogador
Deportivo Galicia
- Campeonato Venezuelano: 1964
- Copa da Venezuela: 1966, 1967

Deportivo Portugués
- Copa da Venezuela: 1972

### Como treinador
Marítimo (La Guaira)
- Campeonato Venezuelano: 1986–87, 1989–90
- Segunda Divisão Venezuelana: 1985

Caracas
- Campeonato Venezuelano: Apertura 2002

UD Marítimo
- Segunda Divisão Venezuelana: 2003–04

Aragua
- Segunda Divisão Venezuelana: 2004–05